# 宏模镇
宏模乡，是中华人民共和国四川省凉山彝族自治州冕宁县下辖的一个乡镇级行政单位。

## 行政区划
宏模乡下辖以下地区：
力争村、松盛村、方家屯村、青龙村、四和村、优胜村、新阳村、山河村、拉白村、孜家村和半边村。